# 卡默朗艾爾帕克莊園 (加利福尼亞州)
卡默朗艾爾帕克莊園（英語：Cameron Airpark Estates）是位於美國加利福尼亞州埃爾多拉多縣的一個非建制地區。該地的面積和人口皆未知。

## 地理
卡默朗艾爾帕克莊園的座標為38°40′52″N 120°59′19″W / 38.68111°N 120.98861°W，而該地的平均海拔高度為377米（即1237英尺）。